# جون فيني
جون فيني (بالإنجليزية: John Feeney)‏ ـ (10 أغسطس 1922 ـ 6 ديسمبر 2006) هو مخرج أفلام وثائقية نيوزيلندي المولد، عمل في وحدة الأفلام النيوزيلندية الوطنية، والمجلس الوطني الكندي للأفلام، وعمل بالتصوير الوثائقي والفوتوغرافي في مصر. رُشح لجائزة أوسكار مرتين.

## حياته في نيوزيلندا
ولد فيني في نيوزيلندا، وتلقى تعليمه في جامعة فيكتوريا في ويلنغتون، ثم خدم في البحرية النيوزيلندية أثناء الحرب العالمية الثانية برتبة ملازم، وشهد عملية الإنزال في نورماندي في 6 يونيو 1944، ثم عمل بعد الحرب مساعد باحث في فرع التاريخ الحربي التابع لقسم البحرية في ويلينغتون حتى سنة 1948، ثم أخرج عدة أفلام وثائقية في نيوزيلندا، قبل أن ينتقل إلى كندا.

## حياته في كندا
أخرج فيني عشرة أفلام وثائقية للمجلس الوطني الكندي للأفلام، كان معظمها من إنتاج توم دالي بين عامي 1954 و1963.

### ترشيحه لجائزة الأوسكار
رُشح جون فيني لنيل جائزة أوسكار للأفلام الوثائقية القصيرة مرتين:
- 1958: عن فيلم «الحجر الحي» (بالإنجليزية: The Living Stone)‏، عن فن النحت عند الإنويت.[3]
- 1964: عن فيلم «فنانة من الإسكيمو: كينوجواك» (بالإنجليزية: Eskimo Artist: Kenojuak)‏، عن الفنانة كينوجواك أشيفاك.[4]

## حياته في مصر
انتقل فيني من كندا إلى مصر سنة 1963، حيث أخرج فيلم «ينابيع الشمس» من إنتاج الشركة العامة للإنتاج السينمائي وتصوير حسن التلمساني، وهو فيلم مدته 83 دقيقة يصور نهر النيل من منبعه في قلب أفريقيا إلى مصبه في البحر المتوسط. وقد انزوى ذلك الفيلم إلى زوايا النسيان بعد عرضه لفترة قصيرة في دور العرض بالقاهرة، وذلك لنشوب خلافات حول حقوق توزيعه.
كان «ينابيع الشمس» باكورة أعمال فيني في مصر، التي كان فيني ينوي أن يقيم فيها عامًا واحدًا، غير أنه عاش فيها أربعين عامًا، عمل أثناءها بالإخراج والتصوير الفوتوغرافي، كما وضع مؤلفات عن المأكولات المصرية والعربية، ونشر عدة مقالات وصور في مجلتي ريدرز دايجست و«سعودي أرامكو ورلد».
جُمعت صوره الفوتوغرافية عن مصر في كتاب «تصوير مصر: أربعون عامًا خلف العدسة»، الذي نشره قسم النشر بالجامعة الأمريكية بالقاهرة.
وفي سنة 2001، اختارت منظمة اليونسكو فيلم «ينابيع الشمس» ضمن سجل «ذاكرة العالم»، واصفة إياه بأنه «واحد من أهم الأفلام عن نهر النيل».

## وفاته
توفي فيني في العاصمة النيوزيلندية ويلنغتون عن عمر يناهز 84 عامًا.

## روابط خارجية
- جون فيني على موقع IMDb (الإنجليزية)
- جون فيني على موقع ألو سيني (الفرنسية)
- جون فيني على موقع قاعدة بيانات الفيلم (الإنجليزية)
- جون فيني على موقع كينوبويسك (الروسية)